# Kathleen Battle

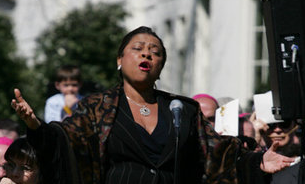
Kathleen Battle zingt op 16 april 2008 in de tuin van het Witte Huis in Washington het Onzevader tijdens de welkomstceremonie ter ere van het bezoek van paus Benedictus XVI aan de Verenigde Staten

Kathleen Battle (Portsmouth, Ohio, 13 augustus 1948) is een Amerikaans sopraan.

## Leven
Kathleen Battle was de jongste van zeven kinderen en kwam via haar moeder in aanraking met de Afro-Amerikaanse gospelmuziek van de kerk waarin zij actief was. Battle studeerde aan het Cincinnati College-Conservatory of Music in Cincinnati (Ohio) en werkte daarna als muzieklerares op een school. Onder leiding van dirigent Thomas Schippers, die tijdens een auditie een optreden voor haar regelde, maakte zij op 9 juli 1972 haar professionele debuut op het muziekfestival in Spoleto (Italië) met Brahms' Ein deutsches Requiem. Drie jaar later beleefde zij haar operadebuut als Rosina in Rossini's Il barbiere di Siviglia. Battle ontwikkelde zich in de jaren tachtig en begin jaren negentig verder tot lyrisch en coloratuursopraan.
Haar repertoire omvat aria's van Bach, Händel, Mozart, Rossini, Franck en Fauré. Voor haar werk werd zij vijfmaal met een Grammy Award onderscheiden.
Tot de hoogtepunten van haar carrière behoort haar samenwerking met dirigent Herbert von Karajan, onder wiens leiding zij in 1985 in Rome voor paus Johannes Paulus II Mozarts Krönungsmesse ten gehore bracht. Met Karajan trad zij ook op tijdens het Nieuwjaarsconcert van de Wiener Philharmoniker van 1987, een unicum omdat er bijna nooit in dit jaarlijkse concert door een solist gezongen wordt.
Battle heeft verder samengewerkt met dirigenten als Riccardo Muti, Zubin Mehta, Seiji Ozawa, Claudio Abbado, Georg Solti en Carlo Maria Giulini.
Zij heeft opgetreden met vele orkesten, waaronder de New York Philharmonic, het Chicago Symphony Orchestra, het Boston Symphony Orchestra, het Philadelphia Orchestra, het Cleveland Orchestra, de Los Angeles Philharmonic Orchestra, de Berliner Philharmoniker, de Wiener Philharmoniker en het Orchestre de Paris.

## Albums
- W.A. Mozart: Das Veilchen (1984)
- J.S. Bach: Arien (1992)
- Grace (1997)
- Baroque Duet met Wynton Marsalis - trompet (Bach, Händel o.a.)